# Kenderan
Kenderan is een bestuurslaag in het regentschap Gianyar van de provincie Bali, Indonesië. Kenderan telt 4681 inwoners (volkstelling 2010).